# Lenkey Gusztáv
Lenkey Gusztáv Gyula, 1888-ig Würsching (Szered, 1870. február 16. – Budapest, Józsefváros, 1936. július 27.) újságíró, lapszerkesztő.

## Élete
Lenkey Rezső (1836–?) kereskedő és Lebwohl Matild (1845–1922) fia. Először a Hírcsarnok című kőnyomatos munkatársaként, majd több függetlenségi lapnál dolgozott. A Friss Újságban és a Neues Pester Journalban is jelentek meg cikkei. 1896-tól a Magyar Hírlap munkatársa, országgyűlési tudósítója és politikai rovatvezetője, majd felelős szerkesztője volt. A Függetlenségi Párt vezetőinek, Justh Gyulának, Polónyi Gézának és Ugron Gábornak bizalmasa volt. 1914-től a Pesti Hírlap szerkesztőjeként, 1915-től felelős szerkesztőjeként működött. Az első világháború alatt kiküldetésben volt a nyugati fronton. Titkára, később elnöke volt a Magyarországi Hírlapírók Nyugdíjintézetének és elnöke a Magyarországi Hírlapírók Szindikátusának. Halálát szervi szívbaj okozta.
A Fiumei úti sírkertben helyezték végső nyugalomra.

## Magánélete
Házastársa Orsay Mária Hermin (1883–1956) volt, Orsay Kálmán színész, színházi súgó lánya, akit 1904. augusztus 21-én Budapesten, a Ferencvárosban vett nőül.
- Lánya Lenkei Magdolna Matild (1904–?). Férje dr. Szecsődy Imre (1897–1976) főorvos, egyetemi tanár volt.[8]